# Новотного перекриття азербайджанське
Перекриття́ Новотного азербайджанське — ідея в шаховій композиції. Суть ідеї — одна із форм перекриття Новотного, де органічно синтезовано Новотного перекриття фінське і Новотного перекриття румунське.

## Історія
Ця ідея може розглядатись як різновид вираження перекриття Новотного. Цей задум дещо відмінний від базового класичного перекриття Новотного.
В 1978 ідея чеського проблеміста Антоніна Новотного (22.08.1827 — 09.03.1871) зацікавила шахових композиторів з Азербайджану, і при вираженні його ідеї вони знайшли інший підхід для втілення в задачі його задуму — а саме органічно синтезували два різновиди перекриття Новотного — фінське і румунське.
Для вираження ідеї задача повинна мати дві фази — хибний слід і рішення. В хибному сліді виникають дві загрози мату чорному королю на тематичних лініях дії чорних слона і тури, які перекриті своїм пішаком. Хибний хід спростовується ходом цього пішака, бо включаються на тематичні лінії слон і тура. В рішенні біла фігура забирає тематичного пішака. В результаті пройшло Новотного перекриття фінське. Крім цього, після першого ходу рішення виникає одна пара загроз мату, а в тематичних захистах виникають інші мати  — проходить Новотного перекриття румунське.
Оскільки ідею запропонували азербайджанські проблемісти Рауф Аліовсадзаде і Маджнун Вагідов, ця ідея дістала назву — перекриття Новотного азербайджанське.
|   | a | b | c | d | e | f | g | h |   |
| 8 | c8 чорний кінь · b7 чорний пішак · c7 білий ферзь · d7 білий король · b6 чорний пішак · g6 чорний пішак · d5 чорний король · e5 білий слон · d4 чорний пішак · g4 чорна тура · g3 біла тура · b2 чорний слон · c2 білий пішак · d2 білий кінь | c8 чорний кінь · b7 чорний пішак · c7 білий ферзь · d7 білий король · b6 чорний пішак · g6 чорний пішак · d5 чорний король · e5 білий слон · d4 чорний пішак · g4 чорна тура · g3 біла тура · b2 чорний слон · c2 білий пішак · d2 білий кінь | c8 чорний кінь · b7 чорний пішак · c7 білий ферзь · d7 білий король · b6 чорний пішак · g6 чорний пішак · d5 чорний король · e5 білий слон · d4 чорний пішак · g4 чорна тура · g3 біла тура · b2 чорний слон · c2 білий пішак · d2 білий кінь | c8 чорний кінь · b7 чорний пішак · c7 білий ферзь · d7 білий король · b6 чорний пішак · g6 чорний пішак · d5 чорний король · e5 білий слон · d4 чорний пішак · g4 чорна тура · g3 біла тура · b2 чорний слон · c2 білий пішак · d2 білий кінь | c8 чорний кінь · b7 чорний пішак · c7 білий ферзь · d7 білий король · b6 чорний пішак · g6 чорний пішак · d5 чорний король · e5 білий слон · d4 чорний пішак · g4 чорна тура · g3 біла тура · b2 чорний слон · c2 білий пішак · d2 білий кінь | c8 чорний кінь · b7 чорний пішак · c7 білий ферзь · d7 білий король · b6 чорний пішак · g6 чорний пішак · d5 чорний король · e5 білий слон · d4 чорний пішак · g4 чорна тура · g3 біла тура · b2 чорний слон · c2 білий пішак · d2 білий кінь | c8 чорний кінь · b7 чорний пішак · c7 білий ферзь · d7 білий король · b6 чорний пішак · g6 чорний пішак · d5 чорний король · e5 білий слон · d4 чорний пішак · g4 чорна тура · g3 біла тура · b2 чорний слон · c2 білий пішак · d2 білий кінь | c8 чорний кінь · b7 чорний пішак · c7 білий ферзь · d7 білий король · b6 чорний пішак · g6 чорний пішак · d5 чорний король · e5 білий слон · d4 чорний пішак · g4 чорна тура · g3 біла тура · b2 чорний слон · c2 білий пішак · d2 білий кінь | 8 |
| 7 | c8 чорний кінь · b7 чорний пішак · c7 білий ферзь · d7 білий король · b6 чорний пішак · g6 чорний пішак · d5 чорний король · e5 білий слон · d4 чорний пішак · g4 чорна тура · g3 біла тура · b2 чорний слон · c2 білий пішак · d2 білий кінь | c8 чорний кінь · b7 чорний пішак · c7 білий ферзь · d7 білий король · b6 чорний пішак · g6 чорний пішак · d5 чорний король · e5 білий слон · d4 чорний пішак · g4 чорна тура · g3 біла тура · b2 чорний слон · c2 білий пішак · d2 білий кінь | c8 чорний кінь · b7 чорний пішак · c7 білий ферзь · d7 білий король · b6 чорний пішак · g6 чорний пішак · d5 чорний король · e5 білий слон · d4 чорний пішак · g4 чорна тура · g3 біла тура · b2 чорний слон · c2 білий пішак · d2 білий кінь | c8 чорний кінь · b7 чорний пішак · c7 білий ферзь · d7 білий король · b6 чорний пішак · g6 чорний пішак · d5 чорний король · e5 білий слон · d4 чорний пішак · g4 чорна тура · g3 біла тура · b2 чорний слон · c2 білий пішак · d2 білий кінь | c8 чорний кінь · b7 чорний пішак · c7 білий ферзь · d7 білий король · b6 чорний пішак · g6 чорний пішак · d5 чорний король · e5 білий слон · d4 чорний пішак · g4 чорна тура · g3 біла тура · b2 чорний слон · c2 білий пішак · d2 білий кінь | c8 чорний кінь · b7 чорний пішак · c7 білий ферзь · d7 білий король · b6 чорний пішак · g6 чорний пішак · d5 чорний король · e5 білий слон · d4 чорний пішак · g4 чорна тура · g3 біла тура · b2 чорний слон · c2 білий пішак · d2 білий кінь | c8 чорний кінь · b7 чорний пішак · c7 білий ферзь · d7 білий король · b6 чорний пішак · g6 чорний пішак · d5 чорний король · e5 білий слон · d4 чорний пішак · g4 чорна тура · g3 біла тура · b2 чорний слон · c2 білий пішак · d2 білий кінь | c8 чорний кінь · b7 чорний пішак · c7 білий ферзь · d7 білий король · b6 чорний пішак · g6 чорний пішак · d5 чорний король · e5 білий слон · d4 чорний пішак · g4 чорна тура · g3 біла тура · b2 чорний слон · c2 білий пішак · d2 білий кінь | 7 |
| 6 | c8 чорний кінь · b7 чорний пішак · c7 білий ферзь · d7 білий король · b6 чорний пішак · g6 чорний пішак · d5 чорний король · e5 білий слон · d4 чорний пішак · g4 чорна тура · g3 біла тура · b2 чорний слон · c2 білий пішак · d2 білий кінь | c8 чорний кінь · b7 чорний пішак · c7 білий ферзь · d7 білий король · b6 чорний пішак · g6 чорний пішак · d5 чорний король · e5 білий слон · d4 чорний пішак · g4 чорна тура · g3 біла тура · b2 чорний слон · c2 білий пішак · d2 білий кінь | c8 чорний кінь · b7 чорний пішак · c7 білий ферзь · d7 білий король · b6 чорний пішак · g6 чорний пішак · d5 чорний король · e5 білий слон · d4 чорний пішак · g4 чорна тура · g3 біла тура · b2 чорний слон · c2 білий пішак · d2 білий кінь | c8 чорний кінь · b7 чорний пішак · c7 білий ферзь · d7 білий король · b6 чорний пішак · g6 чорний пішак · d5 чорний король · e5 білий слон · d4 чорний пішак · g4 чорна тура · g3 біла тура · b2 чорний слон · c2 білий пішак · d2 білий кінь | c8 чорний кінь · b7 чорний пішак · c7 білий ферзь · d7 білий король · b6 чорний пішак · g6 чорний пішак · d5 чорний король · e5 білий слон · d4 чорний пішак · g4 чорна тура · g3 біла тура · b2 чорний слон · c2 білий пішак · d2 білий кінь | c8 чорний кінь · b7 чорний пішак · c7 білий ферзь · d7 білий король · b6 чорний пішак · g6 чорний пішак · d5 чорний король · e5 білий слон · d4 чорний пішак · g4 чорна тура · g3 біла тура · b2 чорний слон · c2 білий пішак · d2 білий кінь | c8 чорний кінь · b7 чорний пішак · c7 білий ферзь · d7 білий король · b6 чорний пішак · g6 чорний пішак · d5 чорний король · e5 білий слон · d4 чорний пішак · g4 чорна тура · g3 біла тура · b2 чорний слон · c2 білий пішак · d2 білий кінь | c8 чорний кінь · b7 чорний пішак · c7 білий ферзь · d7 білий король · b6 чорний пішак · g6 чорний пішак · d5 чорний король · e5 білий слон · d4 чорний пішак · g4 чорна тура · g3 біла тура · b2 чорний слон · c2 білий пішак · d2 білий кінь | 6 |
| 5 | c8 чорний кінь · b7 чорний пішак · c7 білий ферзь · d7 білий король · b6 чорний пішак · g6 чорний пішак · d5 чорний король · e5 білий слон · d4 чорний пішак · g4 чорна тура · g3 біла тура · b2 чорний слон · c2 білий пішак · d2 білий кінь | c8 чорний кінь · b7 чорний пішак · c7 білий ферзь · d7 білий король · b6 чорний пішак · g6 чорний пішак · d5 чорний король · e5 білий слон · d4 чорний пішак · g4 чорна тура · g3 біла тура · b2 чорний слон · c2 білий пішак · d2 білий кінь | c8 чорний кінь · b7 чорний пішак · c7 білий ферзь · d7 білий король · b6 чорний пішак · g6 чорний пішак · d5 чорний король · e5 білий слон · d4 чорний пішак · g4 чорна тура · g3 біла тура · b2 чорний слон · c2 білий пішак · d2 білий кінь | c8 чорний кінь · b7 чорний пішак · c7 білий ферзь · d7 білий король · b6 чорний пішак · g6 чорний пішак · d5 чорний король · e5 білий слон · d4 чорний пішак · g4 чорна тура · g3 біла тура · b2 чорний слон · c2 білий пішак · d2 білий кінь | c8 чорний кінь · b7 чорний пішак · c7 білий ферзь · d7 білий король · b6 чорний пішак · g6 чорний пішак · d5 чорний король · e5 білий слон · d4 чорний пішак · g4 чорна тура · g3 біла тура · b2 чорний слон · c2 білий пішак · d2 білий кінь | c8 чорний кінь · b7 чорний пішак · c7 білий ферзь · d7 білий король · b6 чорний пішак · g6 чорний пішак · d5 чорний король · e5 білий слон · d4 чорний пішак · g4 чорна тура · g3 біла тура · b2 чорний слон · c2 білий пішак · d2 білий кінь | c8 чорний кінь · b7 чорний пішак · c7 білий ферзь · d7 білий король · b6 чорний пішак · g6 чорний пішак · d5 чорний король · e5 білий слон · d4 чорний пішак · g4 чорна тура · g3 біла тура · b2 чорний слон · c2 білий пішак · d2 білий кінь | c8 чорний кінь · b7 чорний пішак · c7 білий ферзь · d7 білий король · b6 чорний пішак · g6 чорний пішак · d5 чорний король · e5 білий слон · d4 чорний пішак · g4 чорна тура · g3 біла тура · b2 чорний слон · c2 білий пішак · d2 білий кінь | 5 |
| 4 | c8 чорний кінь · b7 чорний пішак · c7 білий ферзь · d7 білий король · b6 чорний пішак · g6 чорний пішак · d5 чорний король · e5 білий слон · d4 чорний пішак · g4 чорна тура · g3 біла тура · b2 чорний слон · c2 білий пішак · d2 білий кінь | c8 чорний кінь · b7 чорний пішак · c7 білий ферзь · d7 білий король · b6 чорний пішак · g6 чорний пішак · d5 чорний король · e5 білий слон · d4 чорний пішак · g4 чорна тура · g3 біла тура · b2 чорний слон · c2 білий пішак · d2 білий кінь | c8 чорний кінь · b7 чорний пішак · c7 білий ферзь · d7 білий король · b6 чорний пішак · g6 чорний пішак · d5 чорний король · e5 білий слон · d4 чорний пішак · g4 чорна тура · g3 біла тура · b2 чорний слон · c2 білий пішак · d2 білий кінь | c8 чорний кінь · b7 чорний пішак · c7 білий ферзь · d7 білий король · b6 чорний пішак · g6 чорний пішак · d5 чорний король · e5 білий слон · d4 чорний пішак · g4 чорна тура · g3 біла тура · b2 чорний слон · c2 білий пішак · d2 білий кінь | c8 чорний кінь · b7 чорний пішак · c7 білий ферзь · d7 білий король · b6 чорний пішак · g6 чорний пішак · d5 чорний король · e5 білий слон · d4 чорний пішак · g4 чорна тура · g3 біла тура · b2 чорний слон · c2 білий пішак · d2 білий кінь | c8 чорний кінь · b7 чорний пішак · c7 білий ферзь · d7 білий король · b6 чорний пішак · g6 чорний пішак · d5 чорний король · e5 білий слон · d4 чорний пішак · g4 чорна тура · g3 біла тура · b2 чорний слон · c2 білий пішак · d2 білий кінь | c8 чорний кінь · b7 чорний пішак · c7 білий ферзь · d7 білий король · b6 чорний пішак · g6 чорний пішак · d5 чорний король · e5 білий слон · d4 чорний пішак · g4 чорна тура · g3 біла тура · b2 чорний слон · c2 білий пішак · d2 білий кінь | c8 чорний кінь · b7 чорний пішак · c7 білий ферзь · d7 білий король · b6 чорний пішак · g6 чорний пішак · d5 чорний король · e5 білий слон · d4 чорний пішак · g4 чорна тура · g3 біла тура · b2 чорний слон · c2 білий пішак · d2 білий кінь | 4 |
| 3 | c8 чорний кінь · b7 чорний пішак · c7 білий ферзь · d7 білий король · b6 чорний пішак · g6 чорний пішак · d5 чорний король · e5 білий слон · d4 чорний пішак · g4 чорна тура · g3 біла тура · b2 чорний слон · c2 білий пішак · d2 білий кінь | c8 чорний кінь · b7 чорний пішак · c7 білий ферзь · d7 білий король · b6 чорний пішак · g6 чорний пішак · d5 чорний король · e5 білий слон · d4 чорний пішак · g4 чорна тура · g3 біла тура · b2 чорний слон · c2 білий пішак · d2 білий кінь | c8 чорний кінь · b7 чорний пішак · c7 білий ферзь · d7 білий король · b6 чорний пішак · g6 чорний пішак · d5 чорний король · e5 білий слон · d4 чорний пішак · g4 чорна тура · g3 біла тура · b2 чорний слон · c2 білий пішак · d2 білий кінь | c8 чорний кінь · b7 чорний пішак · c7 білий ферзь · d7 білий король · b6 чорний пішак · g6 чорний пішак · d5 чорний король · e5 білий слон · d4 чорний пішак · g4 чорна тура · g3 біла тура · b2 чорний слон · c2 білий пішак · d2 білий кінь | c8 чорний кінь · b7 чорний пішак · c7 білий ферзь · d7 білий король · b6 чорний пішак · g6 чорний пішак · d5 чорний король · e5 білий слон · d4 чорний пішак · g4 чорна тура · g3 біла тура · b2 чорний слон · c2 білий пішак · d2 білий кінь | c8 чорний кінь · b7 чорний пішак · c7 білий ферзь · d7 білий король · b6 чорний пішак · g6 чорний пішак · d5 чорний король · e5 білий слон · d4 чорний пішак · g4 чорна тура · g3 біла тура · b2 чорний слон · c2 білий пішак · d2 білий кінь | c8 чорний кінь · b7 чорний пішак · c7 білий ферзь · d7 білий король · b6 чорний пішак · g6 чорний пішак · d5 чорний король · e5 білий слон · d4 чорний пішак · g4 чорна тура · g3 біла тура · b2 чорний слон · c2 білий пішак · d2 білий кінь | c8 чорний кінь · b7 чорний пішак · c7 білий ферзь · d7 білий король · b6 чорний пішак · g6 чорний пішак · d5 чорний король · e5 білий слон · d4 чорний пішак · g4 чорна тура · g3 біла тура · b2 чорний слон · c2 білий пішак · d2 білий кінь | 3 |
| 2 | c8 чорний кінь · b7 чорний пішак · c7 білий ферзь · d7 білий король · b6 чорний пішак · g6 чорний пішак · d5 чорний король · e5 білий слон · d4 чорний пішак · g4 чорна тура · g3 біла тура · b2 чорний слон · c2 білий пішак · d2 білий кінь | c8 чорний кінь · b7 чорний пішак · c7 білий ферзь · d7 білий король · b6 чорний пішак · g6 чорний пішак · d5 чорний король · e5 білий слон · d4 чорний пішак · g4 чорна тура · g3 біла тура · b2 чорний слон · c2 білий пішак · d2 білий кінь | c8 чорний кінь · b7 чорний пішак · c7 білий ферзь · d7 білий король · b6 чорний пішак · g6 чорний пішак · d5 чорний король · e5 білий слон · d4 чорний пішак · g4 чорна тура · g3 біла тура · b2 чорний слон · c2 білий пішак · d2 білий кінь | c8 чорний кінь · b7 чорний пішак · c7 білий ферзь · d7 білий король · b6 чорний пішак · g6 чорний пішак · d5 чорний король · e5 білий слон · d4 чорний пішак · g4 чорна тура · g3 біла тура · b2 чорний слон · c2 білий пішак · d2 білий кінь | c8 чорний кінь · b7 чорний пішак · c7 білий ферзь · d7 білий король · b6 чорний пішак · g6 чорний пішак · d5 чорний король · e5 білий слон · d4 чорний пішак · g4 чорна тура · g3 біла тура · b2 чорний слон · c2 білий пішак · d2 білий кінь | c8 чорний кінь · b7 чорний пішак · c7 білий ферзь · d7 білий король · b6 чорний пішак · g6 чорний пішак · d5 чорний король · e5 білий слон · d4 чорний пішак · g4 чорна тура · g3 біла тура · b2 чорний слон · c2 білий пішак · d2 білий кінь | c8 чорний кінь · b7 чорний пішак · c7 білий ферзь · d7 білий король · b6 чорний пішак · g6 чорний пішак · d5 чорний король · e5 білий слон · d4 чорний пішак · g4 чорна тура · g3 біла тура · b2 чорний слон · c2 білий пішак · d2 білий кінь | c8 чорний кінь · b7 чорний пішак · c7 білий ферзь · d7 білий король · b6 чорний пішак · g6 чорний пішак · d5 чорний король · e5 білий слон · d4 чорний пішак · g4 чорна тура · g3 біла тура · b2 чорний слон · c2 білий пішак · d2 білий кінь | 2 |
| 1 | c8 чорний кінь · b7 чорний пішак · c7 білий ферзь · d7 білий король · b6 чорний пішак · g6 чорний пішак · d5 чорний король · e5 білий слон · d4 чорний пішак · g4 чорна тура · g3 біла тура · b2 чорний слон · c2 білий пішак · d2 білий кінь | c8 чорний кінь · b7 чорний пішак · c7 білий ферзь · d7 білий король · b6 чорний пішак · g6 чорний пішак · d5 чорний король · e5 білий слон · d4 чорний пішак · g4 чорна тура · g3 біла тура · b2 чорний слон · c2 білий пішак · d2 білий кінь | c8 чорний кінь · b7 чорний пішак · c7 білий ферзь · d7 білий король · b6 чорний пішак · g6 чорний пішак · d5 чорний король · e5 білий слон · d4 чорний пішак · g4 чорна тура · g3 біла тура · b2 чорний слон · c2 білий пішак · d2 білий кінь | c8 чорний кінь · b7 чорний пішак · c7 білий ферзь · d7 білий король · b6 чорний пішак · g6 чорний пішак · d5 чорний король · e5 білий слон · d4 чорний пішак · g4 чорна тура · g3 біла тура · b2 чорний слон · c2 білий пішак · d2 білий кінь | c8 чорний кінь · b7 чорний пішак · c7 білий ферзь · d7 білий король · b6 чорний пішак · g6 чорний пішак · d5 чорний король · e5 білий слон · d4 чорний пішак · g4 чорна тура · g3 біла тура · b2 чорний слон · c2 білий пішак · d2 білий кінь | c8 чорний кінь · b7 чорний пішак · c7 білий ферзь · d7 білий король · b6 чорний пішак · g6 чорний пішак · d5 чорний король · e5 білий слон · d4 чорний пішак · g4 чорна тура · g3 біла тура · b2 чорний слон · c2 білий пішак · d2 білий кінь | c8 чорний кінь · b7 чорний пішак · c7 білий ферзь · d7 білий король · b6 чорний пішак · g6 чорний пішак · d5 чорний король · e5 білий слон · d4 чорний пішак · g4 чорна тура · g3 біла тура · b2 чорний слон · c2 білий пішак · d2 білий кінь | c8 чорний кінь · b7 чорний пішак · c7 білий ферзь · d7 білий король · b6 чорний пішак · g6 чорний пішак · d5 чорний король · e5 білий слон · d4 чорний пішак · g4 чорна тура · g3 біла тура · b2 чорний слон · c2 білий пішак · d2 білий кінь | 1 |
|   | a | b | c | d | e | f | g | h |   |

1. Le~? ~ 2. Dc4, De5#, 1. ... d3!
1. L:d4! ~ 2. Dc4, De5#
1. ... L:d4 2. c4#
1. ... T:d4 2. Tg5#